# 大塞巴赫
大塞巴赫是德国巴伐利亚州的一个市镇。总面积7.20平方公里，总人口2432人，其中男性1170人，女性1262人（2011年12月31日），人口密度338人/平方公里。